# 森田望智
森田 望智（日文：もりた みさと、1996年9月13日—），日本女演員。神奈川縣人。目前屬Sony Music Artists。身高163公分，興趣是電影欣賞，個人特技為冰上花式芭蕾舞。

## 經歷
2011年從電視廣告出道，並於《一周的朋友》（2017年）及《世界第一最的照片》（2018年）等電影、網路劇《爸爸活》（2017年）、電視劇《狂賭之淵》（2018年）等戲劇參與演出。
2019年因演出Netflix戲劇《AV帝王》，飾演傳奇AV女優黑木香一角而聲名大噪。
2019年10月7日參加第24屆釜山國際影展，於今年新設的「亞洲內容獎」（ASIA CONTENTS AWARDS，簡稱ACA），藉由全裸監督一片拿下最佳新人獎。

## 出演

### 電視劇
- 深夜烘焙坊（2013年，NHK BS Premium）
- 圖書館戰爭（2015年，TBS）
- 劇場靈（2015年，TBS）：飾演 橘真里。
- AKB驚悚之夜 腎上腺素之夜（2015年，朝日電視台）：飾演 ミカ，網路原始版，第六話。
- 痛快TV爽快JAPAN SP（2016年6月，富士電視台）：飾演 川本麗香。
- 痛快TV爽快JAPAN（2016年6月，富士電視台）：飾演 河合藤子。
- 臥底搜查偶像刑警DANCE（2016年，東京電視台）：飾演 ふじりさ，第六話。
- Thrill!〜紅之章〜（2017年，NHK綜合）：飾演 久野玲子，第四回最終話。
- 挑戰未知世界Dead Stock（2017年，東京電視台）：飾演 長谷部かつら，第七話。
- 狂賭之淵（2018年，MBS）：飾演 筆頭伝文研員，第四話、第五話。
- 人生I字路（2019年，東京電視台）：飾演 めぐみ。
- 明察小會計（2019年，NHK）：飾演 藤見アイ，第七話。
- 妻子變成小學生。（2022年1月21日－3月25日，TBS）：飾演 守屋好美。
- 邪神的天秤 公安分析班（2022年2月20日－4月17日，WOWOW）：飾演 北條梓，第2話 - 最終話。
- 想做料理的她與愛吃美食的她（2022年11月29日－12月14日，NHK）：飾演 佐山千春。
- Bye Bye My Friend（2023年5月10日－5月31日，富士電視台）：飾演 後藤繪理奈，主演。
- 最好的老師（2023年，日本電視台）：飾演 早乙女智美，第2話 - 最終話。
- 如虎添翼（2024年，NHK晨間劇）：飾演 米谷花江
- THE TRAVEL NURSE 旅行護理師 season2（2024年，朝日電視台）：飾演 中村柚子
- 愛在黑暗中（2025年4月16日－6月18日，日本電視台）：飾演 內海向葵

### 電影
- 友達（2013年）。
- 祭品的困境（2013年）：飾演 香川希美。
- 皇帶魚（2014年）：飾演 結城若菜。
- 吻了就要命（2016年）：飾演 はるか。
- 2085年、恋愛消滅。（2016年）：飾演 桐原惠令奈。
- 一週的朋友（2017年）：飾演 加藤美咲。
- 世界最長的照片（2018年）：飾演 吉岡真奈美。
- 愛是自私（2023年）：饰演 看護師。
- 城市猎人（2024年）：饰演 槇村香（日语：槇村香）。

### 網路劇
- 爸爸活（2017年、dTVxFOD）
- 全裸監督（2019年、Netflix）：飾演 佐原惠美（黑木香）
- 全裸監督2（2021年、Netflix）：飾演 佐原惠美（黑木香）
- 城市獵人（2024年、Netflix）：飾演 慎村香
- 人中之龍～Beyond the Game～（2024年、Amazon Prime Video）：飾演 澤村愛子[2]

### 廣告
- 西武鐵道「企業CM」（2018年 - ） - ちちんぶいぶい秩父
- 史克威爾艾尼克斯「Final Fantasy VII 重製版」（2019年11月3日）

## 外部連結
- 官方網頁 （页面存档备份，存于）（日文）
- 森田望智的Twitter帳戶 （页面存档备份，存于）（日文）
- 森田望智的Instagram帳戶 （页面存档备份，存于）（日文）